# Hardcore psycho rap
Hardcore psychorap (nazywany również psychorapem) – podgatunek muzyki rap, powstały w latach dziewięćdziesiątych za sprawą polskiego zespołu muzycznego Kaliber 44. Psychorap charakteryzuje się silnym nasyceniem elementami psychodelii zarówno w warstwie muzycznej, jak i tekstowej. Klimat psychorapu często bywa mroczny, abstrakcyjny i ekspresyjny.
Styl ten wyróżnia się donośną, momentami wykrzykiwaną ekspresję wokalną której celem jest intensyfikacja przekazu emocjonalnego oraz oddziaływanie na psychikę odbiorcy. Teksty psychorapowe często czerpią inspiracje z polskiego romantyzmu, a także z literatury fantastycznej. Dodatkowo, warstwa dźwiękowa nierzadko wzbogacana jest o nietypowe efekty  w postaci kobiecej wokalizy, chóru czy dźwięków nawiązujących do transowości i odmiennych stanów świadomości. W niektórych przypadkach estetyka psychorapu łączy się również z tematyką związaną z używaniem marihuany, co wzmacnia jego psychodeliczny charakter.

## Historia
Za pierwszy utwór reprezentujący nurt psychorapu uznaje się „Do boju Zakon Marii”, który pojawił się w 1995 roku na trzecim demie zespołu Kaliber 44, zatytułowanym Demo 1995r.. W tamtym czasie skład grupy tworzyli: AbradAb, Joka, Magik, oraz Jajonasz i Gano. Wówczas wszyscy członkowie zespołu byli niepełnoletni. 
Tego samego roku twórczość Kalibra 44 została dostrzeżona przez Sławomi Pietrzak, założyciela niezależnej wytwórni S.P. Records, który zdecydował się zakontraktować zespół, podpisując umowę z rodzicami młodych artystów. W 1996 roku utwór „Do boju Zakon Marii” został włączony do wydanej przez wytwórnię składanki S.P., prezentującej twórczość różnych polskich raperów.
Niedługo później ukazał się pierwszy psychorapowy singiel Magia i miecz, który zapowiadał nadchodzący debiutancki album Kalibra. Nagranie wydane zostało w formie maxi singla i zawierało utwory: „Moja obawa (badź a klęknę)”, „Więcej Szmalu 2”, oraz „+ i -”.
Przełomowym momentem dla rozwoju gatunku było wydanie albumu Księga Tajemnicza. Prolog, który ukazał się w na początku listopada 1996 roku. Był to pierwszy pełnowymiarowy album psychorapowy, oraz jedno z najbardziej wpływowych wydawnictw w historii polskiego hip-hopu. Krążek osiągnął duży sukces komercyjny, sprzedając się w nakładzie kilkuset tysięcy egzemplarzyw całej Polsce. Gościnnie na płycie pojawił się zespół 3xKlan, inspirowany dokonaniami Kalibra 44, który również tworzył w stylistyce psychorapowej.
Album został nominowany do nagrody Fryderyk w kategoriach Fonograficzny debiut roku oraz Album roku muzyki alternatywnej. Wówczas  polski przemysł fonograficzny nie dysponował jeszcze osobną kategorią dla muzyki hip-hopowej.
W 1997 roku ukazał się debiut 3xKlanu – album Dom pełen drzwi, stanowiący kontynuację psychorapu w Polsce. Choć płyta nie osiągnęła takiego rozgłosu jak Księga Tajemnicza, spotkała się z uznaniem środowiska i również została nominowana do Fryderyka – tym razem w nowo utworzonej kategorii Album roku rap/hip-hop/R&B. Odbiorcami płyty byli głównie sympatycy twórczości Kalibra 44, którzy stali się pierwszą świadomą grupą słuchaczy psychorapu.

## Przedstawiciele gatunku
Kaliber 44, 3xKlan, Nagły Atak Spawacza, Małpa, WSRH, Sobel, Oki, L.U.C., Psycho Realm, Kleszcz, Fazi, Pokahontaz, Opał, Rogal DDL, Funk Jello, Banita, Psychotrop.

## Albumy psychorapowe
| Tytuł                     | Dane dot. albumu                                                                       | Źródło |
| ------------------------- | -------------------------------------------------------------------------------------- | ------ |
| Księga Tajemnicza. Prolog | - Wykonawca: Kaliber 44 - Data: 10 listopada 1996 - Wydawca: S.P. Records              | [ 13 ] |
| The Psycho Realm          | - Wykonawca: Psycho Realm - Data: 28 października 1997 - Wydawca: Ruffhouse Records    | [ 14 ] |
| Dom pełen drzwi           | - Wykonawca: 3xKlan - Data: grudzień 1997 - Wydawca: S.P. Records                      | [ 15 ] |
| Droga Do Gwiazd           | - Wykonawca: Banita - Data: 1997 - Wydawca: R.R.X.                                     | [ 16 ] |
| REceptura                 | - Wykonawca: Pokahontaz - Data: 2 kwietnia 2005 - Wydawca: Kreska Records, Pamaton EMI | [ 17 ] |
| Odzwierciedlenie EP       | - Wykonawca: Fejz - Data: 9 lipca 2018 - Wydawca: wydanie własne                       | [ 18 ] |
| Czerń i biel              | - Wykonawca: Kleszcz - Data: 14 września 2018 - Wydawca: MaxFloRec                     | [ 19 ] |
| Nie ma płyta              | - Wykonawca: Kleszcz - Data: 3 grudnia 2021 - MaxFloRec                                | [ 20 ] |